# Discografia di Ariete
La discografia di Ariete, cantautrice italiana, è costituita da due album in studio, una raccolta, due EP, quattordici singoli e dodici video musicali (inclusi quelli come artista ospite), pubblicati dal 2019.

## Album

### Album in studio
| Anno | Titolo | Classifiche | Certificazioni | Unità          |
| Anno | Titolo | ITA         | Certificazioni | Unità          |
| ---- | --- | ----------- | -------------- | -------------- |
| 2022 | Specchio - Pubblicato: 25 febbraio 2022 - Etichetta: Bomba Dischi, Universal - Formati: CD, LP, download digitale, streaming  | 4           | - ITA: Platino | - ITA: 50 000+ |
| 2023 | La notte - Pubblicato: 22 settembre 2023 - Etichetta: Bomba Dischi, Universal - Formati: CD, LP, download digitale, streaming | 3           |                |                |

### Raccolte
| Anno | Titolo                                                                        | Classifiche |
| Anno | Titolo                                                                        | ITA         |
| ---- | ----------------------------------------------------------------------------- | ----------- |
| 2021 | Ariete - Pubblicato: 26 febbraio 2021 - Etichetta: Bomba Dischi - Formati: LP | 3           |

## Extended play
| Anno | Titolo                                                                                                  | Classifiche | Certificazioni | Unità          |
| Anno | Titolo                                                                                                  | ITA         | Certificazioni | Unità          |
| ---- | --- | ----------- | -------------- | -------------- |
| 2020 | Spazio - Pubblicato: 14 maggio 2020 - Etichetta: Bomba Dischi - Formati: Download digitale, streaming   | 90          | - ITA: Oro     | - ITA: 50 000+ |
| 2020 | 18 anni - Pubblicato: 3 dicembre 2020 - Etichetta: Bomba Dischi - Formati: Download digitale, streaming | 64          | - ITA: Oro     | - ITA: 50 000+ |

## Singoli

### Come artista principale
| Anno                                                         | Titolo                     | Classifiche | Certificazioni     | Unità           | Album di provenienza |
| Anno                                                         | Titolo                     | ITA         | Certificazioni     | Unità           | Album di provenienza |
| ------------------------------------------------------------ | -------------------------- | ----------- | ------------------ | --------------- | -------------------- |
| 2019                                                         | Quel bar                   | —           |                    |                 | /                    |
| 2019                                                         | 01/12                      | —           |                    |                 | /                    |
| 2020                                                         | Riposa in pace (con Drast) | —           |                    |                 | Spazio               |
| 2020                                                         | Venerdì                    | —           |                    |                 | 18 anni              |
| 2020                                                         | 18 anni                    | —           | - ITA: Oro         | - ITA: 50 000+  | 18 anni              |
| 2021                                                         | L'ultima notte             | 12          | - ITA: Platino (3) | - ITA: 300 000+ | /                    |
| 2021                                                         | L                          | 50          | - ITA: Oro         | - ITA: 35 000+  | Specchio             |
| 2021                                                         | Club                       | 87          |                    |                 | Specchio             |
| 2022                                                         | Castelli di lenzuola       | 66          | - ITA: Oro         | - ITA: 50 000+  | Specchio             |
| 2022                                                         | Tutto (con te)             | —           |                    |                 | /                    |
| 2023                                                         | Mare di guai               | 13          | - ITA: Platino     | - ITA: 100 000+ | La notte             |
| 2023                                                         | Un'altra ora               | —           |                    |                 | La notte             |
| 2023                                                         | Rumore                     | 89          |                    |                 | La notte             |
| 2024                                                         | Quattro inverni            | —           |                    |                 | La notte             |
| 2024                                                         | Ossa rotte                 | —           |                    |                 | /                    |
| "—" indica una pubblicazione non classificata in quel paese. |                            |             |                    |                 |                      |

### Come artista ospite
| Anno                                                        | Titolo                                                     | Classifiche | Certificazioni | Unità          | Album di provenienza |
| Anno                                                        | Titolo                                                     | ITA         | Certificazioni | Unità          | Album di provenienza |
| ----------------------------------------------------------- | ---------------------------------------------------------- | ----------- | -------------- | -------------- | -------------------- |
| 2020                                                        | Tatuaggi (Psicologi feat. Ariete)                          | 45          | - ITA: Platino | - ITA: 70 000+ | Millennium Bug       |
| 2020                                                        | Aries (Sir Prodige feat. Ariete)                           | —           |                |                | /                    |
| 2022                                                        | Capelli blu (Tenth Sky feat. Ariete)                       | —           |                |                | /                    |
| 2022                                                        | Umore (Psicologi feat. Ariete)                             | 83          |                |                | Trauma               |
| 2023                                                        | Mare d'inverno (Nerissima Serpe feat. Ariete e VillaBanks) | —           |                |                | Identità             |
| 2024                                                        | Meccanismi (Vasco Brondi feat. Ariete)                     | —           |                |                | Un segno di vita     |
| "—" indica una pubblicazione non classificata in quel paese |                                                            |             |                |                |                      |

## Altri brani entrati in classifica e/o certificati
| Anno                                                         | Titolo                 | Classifiche | Certificazioni | Unità           | Album di provenienza |
| Anno                                                         | Titolo                 | ITA         | Certificazioni | Unità           | Album di provenienza |
| ------------------------------------------------------------ | ---------------------- | ----------- | -------------- | --------------- | -------------------- |
| 2020                                                         | Amianto                | —           | - ITA: Oro     | - ITA: 35 000+  | Spazio               |
| 2020                                                         | Pillole                | —           | - ITA: Platino | - ITA: 100 000+ | Spazio               |
| 2021                                                         | Mille guerre           | 97          | - ITA: Platino | - ITA: 100 000+ | 18 anni              |
| 2022                                                         | Cicatrici (con Madame) | 52          | - ITA: Platino | - ITA: 100 000+ | Specchio             |
| 2022                                                         | Spifferi               | —           | - ITA: Oro     | - ITA: 50 000+  | Specchio             |
| "—" indica una pubblicazione non classificata in quel paese. |                        |             |                |                 |                      |

## Collaborazioni
| Anno | Titolo                                                          | Album di provenienza     |
| ---- | --------------------------------------------------------------- | ------------------------ |
| 2021 | Non la ascoltare (Alfa feat. Ariete)                            | Nord                     |
| 2021 | Tu (Novelo feat. Ariete)                                        | Caro mostro              |
| 2021 | XELISA2 (Tauro Boys feat. Ariete)                               | TauroTape3               |
| 2021 | Diecimilavoci (Rkomi feat. Ariete)                              | Taxi Driver              |
| 2021 | Tutte le sere (Bnkr44 feat. Ariete)                             | Farsi male a noi va bene |
| 2022 | Il giorno più triste del mondo (Sick Luke feat. Mecna e Ariete) | X2                       |
| 2022 | Insieme (VillaBanks feat. Ariete)                               | Sex Festival             |
| 2022 | Blessed (The Night Skinny feat. Drast, Madame, Thasup e Ariete) | Botox                    |
| 2022 | Sparami (The Night Skinny feat. Coco, Ernia e Ariete)           | Botox                    |
| 2022 | Margherita (Coez feat. Ariete)                                  | From the Rooftop 2       |
| 2022 | Campo minato (Tananai feat. Ariete)                             | Rave, eclissi            |
| 2023 | Due nuvole (Marco Mengoni feat. Ariete)                         | Materia (Prisma)         |
| 2025 | La distanza (Golden Years feat. Ariete e Lorenzza)              | Fuori menù               |
| 2025 | Marcia indietro (Tripolare feat. Ariete)                        | La vacanza               |

## Video musicali
| Anno | Titolo               | Regista/i                      |
| ---- | -------------------- | ------------------------------ |
| 2019 | Quel bar             | —                              |
| 2019 | 01/12                | —                              |
| 2020 | Pillole              | Alessio Hong                   |
| 2020 | Solo te              | —                              |
| 2020 | 18 anni              | Giorgio Cassano e Bruno Raciti |
| 2021 | Mille guerre         | Giorgio Cassano e Bruno Raciti |
| 2021 | L                    | Giorgio Cassano e Bruno Raciti |
| 2021 | Club                 | Giulio Rosati                  |
| 2022 | Castelli di lenzuola | Simone Peluso                  |
| 2022 | Umore                | Ass.Essore                     |
| 2023 | Mare di guai         | Enea Colombi                   |
| 2023 | Un'altra ora         | Paolo Blarzino                 |